# ケヴィン・ヴォランズ

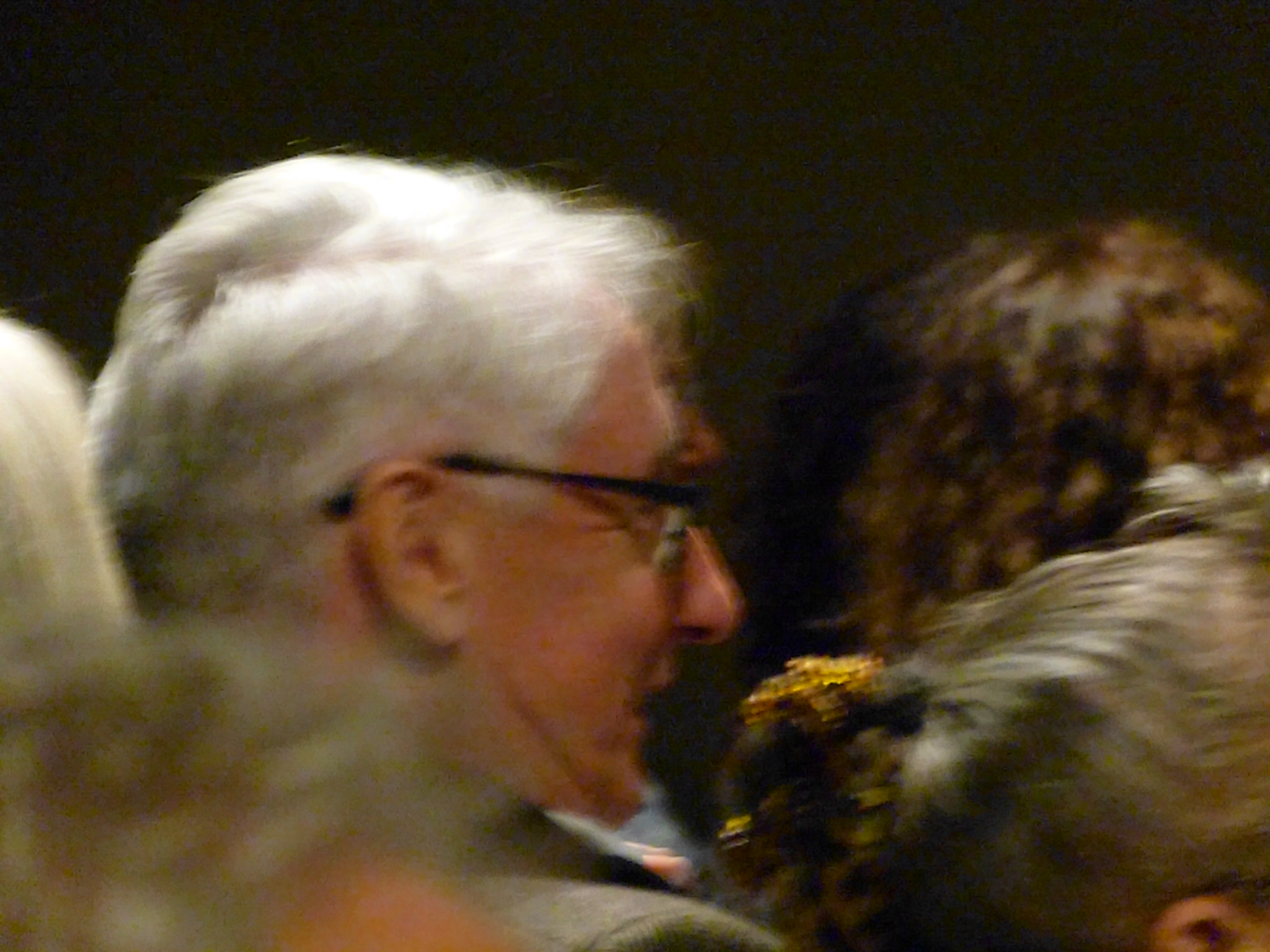
ケヴィン・ヴォランズ（2015年）

ケヴィン・ヴォランズ（Kevin Volans、1949年7月6日 - ）は、南アフリカ共和国ピーターマリッツバーグ出身の現代音楽の作曲家。ポストミニマリズムに関係した作風を採る。
1972年にヨハネスブルグのウィトワーテルスラント大学を卒業後、アバディーン大学で修士号を取得。1973年から1981年までケルンに住み、同地の高等音楽学校でカールハインツ・シュトックハウゼンに師事。その後はシュトックハウゼンの講義で助手を務める。
この間に、同世代のヴァルター・ツィマーマンやクラレンス・バーロウと並んで、「新しい単純性」と呼ばれる音楽運動に関係し、後にポストミニマリズムの作曲家に影響を与えることになる。この運動は、1970年代半ばのドイツ現代音楽界に見られた、複雑怪異で大げさな音楽への反動であり、明らかに深い影響力を及ぼした。
1979年に何度かフィールドワークでの記録旅行を行なった後、アフリカ的な構成技法を用いた作曲に取り掛かる。このような特徴によって、ヴォランズは、当時のヨーロッパの現代音楽界において、最も個性的な作曲家になることができた。「マテペ (Matepe)」や初稿の「ホワイトマン・スリープス（白人は寝ている） (White Man Sleeps)」は、（アフリカ的な音律をとる）チェンバロやヴィオラ・ダ・ガンバのような古楽器を利用している。1980年代末から1990年代初めの作品は、アフリカ民族音楽の直截な影響力から離れつつあり、衝撃的な2台ピアノのための作品「蝉 (Cicada)」に認められるように、すこぶる独創的なミニマリズム音楽という結果を産んだ。
ヴォランズは、クロノス・クァルテットに数曲を提供しており、わけても「ホワイトマン・スリープス」、「ハンティング - ギャザリング」、弦楽四重奏曲第8番「ブラックウーマン・ライジング」が有名である。これまで唯一のオペラ「風の靴を履いた男 (The Man with Footsoles of Wind)」は、1993年にロンドンで初演された。ほかにピアノ協奏曲やチェロ協奏曲も作曲している。